# Westland Wapiti
Westland Wapiti var ett brittiskt stridsflygplan som konstruerades av Westland Aircraft under andra hälften av 1920-talet som en ersättare för Airco DH.9A. Flygplanet som var konstruerat för att kunna användas till flera olika uppgifter användes i stora delar av samväldet, bland annat i Kanada, Indien, Irak, Sydafrika och Australien. Vid andra världskrigets utbrott hade endast ett fåtal divisioner i Indien fortfarande Wapitis i tjänst. Flygplanet är uppkallat efter vapitihjorten.

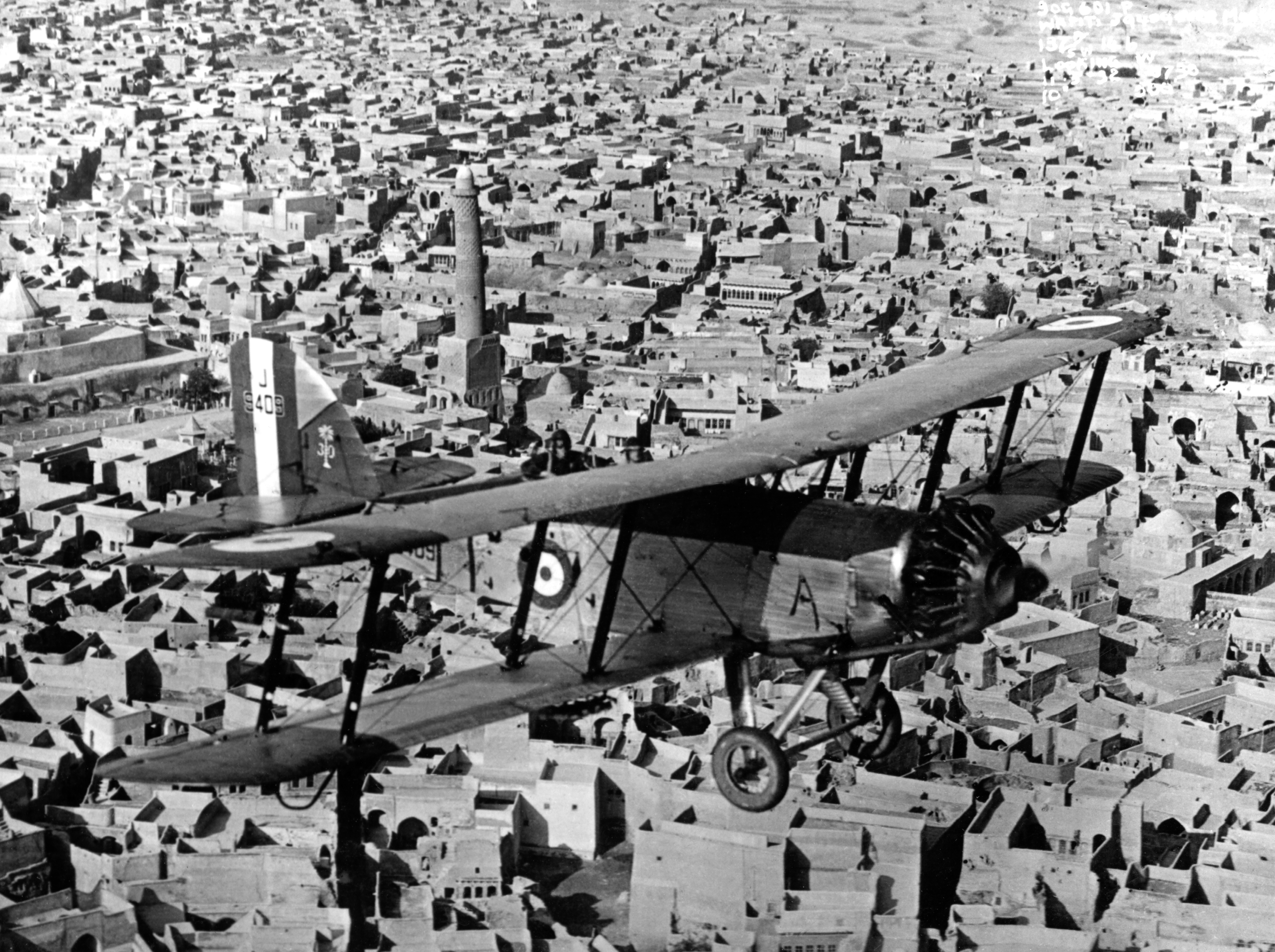
En Wapiti Mk.IIA från No.20 Squadron över Mosul i Irak, 11 mars 1932.

## Utveckling
År 1926 utfärdade Luftministeriet en specifikation på ett nytt flygplan som skulle ersätta Airco DH.9A. För att spara pengar skulle flygplanet dels återanvända så många komponenter som möjligt från DH.9A, dels vara ett generellt stridsflygplan som skulle kunna användas som både jakt-, spanings- och lätt bombflygplan. Westland Aircraft hade ett övertag mot konkurrenterna eftersom de var den största underleverantören av DH.9A och det var också Westland som vann upphandlingen med flygplanet ”Wapiti” konstruerat av Arthur Davenport.
Prototypen genomförde sin jungfruflygning 7 mars 1927. Den visade sig vara svårmanövrerad och man byggde därför om stjärten med större fena och större roder. Det var först senare som man upptäckte att prototypen blivit 45 cm för kort på grund av ett fel i ritningen, men eftersom den större stjärten löste problemet valde man att fortsätta produktionen utan att åtgärda felet. Den första beställningen på 25 flygplan lades i oktober 1927. Senare versioner av Wapiti tillverkades med fler komponenter i metall och från och med Mk.IV tillverkades den med de förlorade 45 centimetrarna återinsatt.

## Användning
Den första divisionen som tog Wapitis i tjänst var No.84 Squadron i Irak i juni 1928. Den följdes snart av flera divisioner i Irak och Indien. Storbritannien tävlade med Sovjetunionen om inflytande i Centralasien och Mellanöstern och det var därför nödvändigt med en stark militär närvaro. Amanullah Khan försökte med brittiskt stöd genomföra en västerländskt inriktad reformpolitik i Afghanistan, något som utlöste ett inbördeskrig. Wapitis spelade en viktig roll i den därav följande evakueringen av britter från Kabul vintern 1928–1929. Operationen var världens första storskaliga flygevakuering och också första gången som flygplan flög genom det svårtillgängliga Khyberpasset. Den 3 april 1933 lyckades det första exemplaret av versionen Wapiti Mk.V passera en viktig milstolpe i flygets utveckling genom att som första flygplan flyga över Mount Everests topp.
När andra världskriget bröt ut i september 1939 var två brittiska och en indisk division fortfarande utrustade med Wapitis. Av dem var det bara den indiska No.104 Squadron som använde sina flygplan i strid i april 1942 när japanska flottan attackerade Visakhapatnam. Divisionen misslyckades med att bekämpa de flygplan som anföll Visakhapatnam, men de lyckades i stället lokalisera och följa japanska örlogsfartyg i Bengaliska viken.

## Användare
- Australiens flygvapen
- Kanadas flygvapen
- Indiens flygvapen
- Republiken Kinas flygvapen
- Storbritanniens flygvapen
- Sydafrikas flygvapen

## Varianter
- Wapiti Mk.I – Första produktionsserien med Jupiter VI-motor. 25 tillverkade.
- Wapiti Mk.IA – Mk.I med Jupiter VIII-motor. 28 byggda för Australien.
- Wapiti Mk.IB – Mk.I med Armstrong Siddeley Panther-motor på 525 hk. 4 tillverkade för Sydafrika.
- Wapiti Mk.II – Andra produktionsserien med flygkropp och vingbalkar i duraluminium i stället för trä. 10 byggda.
- Wapiti Mk.IIA – Mk.II med kompressorladdad Jupiter X-motor på 480 hk. Den talrikaste versionen med över 400 tillverkade.
- Wapiti Mk.III – 31 flygplan tillverkade för Sydafrika med Armstrong Siddeley Jaguar-motor.
- Wapiti Mk.IV – Den första versionen som tillverkades i den ursprungligen tilltänkta längden. En prototyp med Hispano-Suiza 12Nbis-motor på 650 hk tillverkad för Spanien.
- Wapiti Mk.V – Version med den längre flygkoppen från Mk.IV men i övrigt identisk med Mk.IIA. 35 byggda.
- Wapiti Mk.VI – Obeväpnat skolflygplan med dubbelkommando och Jupiter IX-motor. 16 byggda.
- Wapiti Mk.VII – Mk.V med förlängd flygkropp för mer bränsle och samma Panther-motor som Mk.IB. Ursprungligen kallad Houston-Wallace P.V.6. Serietillverkad som Westland Wallace.
- Wapiti Mk.VIII – Version baserad på Mk.IV men med Panther II-motor. 4 byggda för republiken Kina.

## Liknande flygplan
- Westland Wallace
- Blackburn Baffin